# Migdale Hoard
Koordinaten: 57° 54′ 14″ N, 4° 19′ 37″ W
The Migdale Hoard ist ein Fund von Schmuckstücken aus der frühen Bronzezeit, der von Bauarbeitern gemacht wurde, als sie im Mai 1900 einen Granitfelsen hinter der Bonar Bridge, Scotland zerkleinerten, in der Nähe der Stelle, die als „Tulloch Hill“ bekannt ist.  Der Fund erhielt seinen Namen nach dem in der Nähe gelegenen Loch Migdale.
Der Fund wird auf die Zeit zwischen 2000 und 1150 v. Chr. geschätzt. Die Artefakte befinden sich in der Obhut des National Museum of Scotland in Edinburgh. Sie bestehen unter anderen aus eine Axtkopf aus Bronze, Sets von Armreifen aus Bronze und Handgelenkketten, sowie eine Serie sorgfältig geschnitzter Knöpfe aus Pechkohle und Cannelkohle, die womöglich eine Jacke aus der Bronzezeit geschmückt haben, Haarreifen aus Bronze sowie Fragmente eines aufwendigen bronzenen Kopfschmucks.

## Belege
1. ↑  Anderson, Joseph (1901) "Notice of a hoard of bronze implements, and ornaments, and buttons of jet found at Migdale, on the estate of Skibo, Sutherland, exhibited to the society by Mr. Andrew Carnegie of Skibo". Proceedings of the Society of Antiquaries of Scotland. Abgerufen am 9. Juli 2008.
2. ↑  Beschreibung des Fundes auf www.megalithic.uk.org